# 嘉義市東區宣信國民小學
23°28′14″N 120°27′32″E / 23.47056°N 120.45889°E
嘉義市立宣信國民小學，簡稱宣信國小，位於台灣嘉義市。該校的兩棟校舍先於1957年9月完工，各校學生於9月23日遷入該校上課，為正式創校。

## 沿革
宣信國小的設立最早必須追溯至1957年夏，當時嘉義縣為爭取設立台灣省立嘉義師範學校（今國立嘉義大學），決定將嘉義市林森國小遷走。同時嘉義縣政府與議會決議，請各鄉鎮市長及地方人士籌組募捐委員會，籌措經費來興建二所國民小學（即林森國小、宣信國小），以容納原先林森國小的學生。
縣政府於1957年8月1日任命當時在垂楊國小的李章校長擔任籌備主任。由於募集經費離目標尚有距離，但為顧及學生學習權益，於同年9月倉促設校。9月10日縣政府發布該校教職人員的人事調動案，9月12日與崇文國小辦理學生移交，9月13日與民族國小辦理學生移交。但由於校舍尚未完成，因此商借民族國小教室10間以進行教學。9月17日與林森國小辦理產權移交。募集經費所興建的二棟22間教室於9月間完工，學生於9月23日遷入位於現址的新校舍上課。

## 大事記
- 1957年：縣政府發令垂楊國小李章校長籌設【嘉義縣立宣信國民學校】。
- 1957年：與崇文國校、民族國校辦理學生移交且暫借民族國校教室十間做開學編班。
- 1957年：與林森國校辦理產權移交。
- 1957年：全校學生遷入新校舍上課。
- 1957年：該校奉令正式成立，縣政府指定該校為嘉義縣東區"示範國校"。
- 1958年：蔡朝經奉任該校第一任校長。
- 1958年：縣政府調整示範區，指定該校為嘉義縣東南區示範國校。
- 1964年：縣政府指定本該校為重點輔導國校。
- 1968年：改名為【嘉義縣嘉義市立宣信國民小學】。
- 1970年：第一任校長蔡朝經任職期滿，第二任校長李教到校視事。
- 1971年：增建相連教室三間（兼禮堂）西棟。
- 1979年：改建危險教室六間（第二棟西邊樓上）。
- 1979年：修改平頂教室十二間及樓梯間（第一棟全部）。
- 1979年：新建樓梯一座（第二棟西側）。
- 1979年：設校長室，舊校長室改為閱覽室（圖書室）。
- 1980年：第二任校長李教任職期滿，第三任校長林俊偉到校視事。
- 1980年：監察院地方巡迴，監察第九組監察委員蒞校巡視。
- 1980年：台灣區運動會在嘉義舉行，並假該校舉辦農業展覽，蔣經國先生率孫運璿院長等官員蒞校參觀。
- 1981年：教育廳指定該校為單項運動游泳訓練學校。
- 1982年: 嘉義市改制，更名【嘉義市立宣信國民小學】。
- 1984年：第三任校長林俊偉任職期滿，第四任校長唐秉素到校視事。
- 1985年：奉令籌備分校（於興安里）。
- 1992年：第四任校長唐秉素任職期滿，第五任校長張剛政到校視事。
- 1994年：開辦學校午餐，首創利用電梯運送午餐方式。
- 1997年：第五任校長張剛政任職期滿，第六任校長莊幸男到校視事。
- 1998年：第六任校長莊幸男任職期滿，校長暫由江月寶主任代理。
- 1998年：第七任校長郭美英到校視事。
- 2000年：第七任校長郭美英任職期滿，校長暫由江月寶主任代理。
- 2000年：第八任校長林芳雄到校視事。
- 2000年：921、1022地震震災修整工作完成。
- 2003年：第八任校長林芳雄任職期滿，第九任校長許寶蓮到校視事。
- 2004年：新教學大樓「誠信樓」完工。
- 2010年：第九任校長許寶蓮任職期滿，第十任校長趙季薇到校視事。
- 2018年：第十任校長趙季薇任職期滿，第十一任校長黃金木到校視事。
- 2022年：第十一任校長黃金木任職期滿，第十二任校長謝聖雅到校視事。

## 校歌與校徽
- 校歌：由劉元孝作詞、作曲[1]。
- 校徽：其寓意為培育五育均衡發展，塑造健康、快樂、積極、創新的宣信幼苗[1]。其外觀設計為正五角形，內有倒三角形，標示「宣信」兩字的直寫。

## 行政組織
- 校長室
- 教務處：教學組、註冊組、設備組、資訊組
- 學務處：訓育組、生教組、衛生組、體育組
- 輔導室：輔導組、資料組
- 總務處：出納組、事務組、文書組
- 人事室
- 會計室
- 圖書館

## 歷任校長
| 任別     | 任期                             | 姓名   |
| -------- | -------------------------------- | ------ |
| 籌備主任 | 1957年08月01日 － 1958年01月06日 | 李章   |
| 1        | 1958年07月01日 － 1970年02月24日 | 蔡朝經 |
| 2        | 1970年02月25日 － 1980年08月14日 | 李教   |
| 3        | 1980年08月15日 － 1984年09月02日 | 林俊偉 |
| 4        | 1984年09月03日 － 1992年02月01日 | 唐秉素 |
| 5        | 1992年03月16日 － 1997年08月27日 | 張剛政 |
| 6        | 1997年08月28日 － 1998年07月31日 | 莊幸男 |
| 7        | 1998年08月05日 － 2000年02月16日 | 郭美英 |
| 8        | 2000年02月19日 － 2003年07月31日 | 林芳雄 |
| 9        | 2003年08月01日 － 2010年07月31日 | 許寶蓮 |
| 10       | 2010年08月01日 － 2018年07月31日 | 趙季薇 |
| 11       | 2018年08月01日 － 2022年07月31日 | 黃金木 |
| 12       | 2022年08月01日 － 現任           | 謝聖雅 |

## 人數統計
- 創校時，全校學生人數已達1237人，共21個班級[1]。
- 全校學生人數最高在民國62學年度（1973年）達到2974人，共58個班級，之後逐年下降[1]。
- 46學年度（1957年）至87學年度（1998年）畢業人數總計17329人[1]。

## 延伸閱讀
- 許寶蓮、鍾淑芬總編輯 (编). . 嘉義市宣信國民小學. 2007年3月 （中文（臺灣））.

## 外部連結
- 嘉義市立宣信國民小學首頁（页面存档备份，存于）（繁體中文）
- 嘉義市政府教育處（页面存档备份，存于）（繁體中文）
- 嘉義市宣信國小校友會（繁體中文）